# Décennie 1690 en arts plastiques
Chronologie des arts plastiques
Années 1680 - Années 1690 - Années 1700
Cet article concerne les années 1690 en arts plastiques.

## Événements
- 1688-1704 : émergence de la culture Genroku bunka pendant la ère Genroku à l'Époque d'Edo au Japon[1]. Les arts sont de plus en plus patronnés par la classe marchande.
- 15 mars 1692 : l’Académie de peinture s’installe au Louvre[2].
- 1699 :
  - le maître céramiste japonais Ogata Kenzan ouvre son four à Narutaki, dans la banlieue nord-ouest de Kyoto[3]. Il est considéré avec son frère ainé le peintre Ogata Kōrin comme le chef de file de l'école Rinpa[4].
  - Roger de Piles publie un Abrégé de la vie des peintres[5].

## Réalisations
- 1690 : 
  - l'abbatiale de Saint-Riquier commande cinq tableaux Saint Angilbert, de Bon Boullogne, une Annonciation de Louis Boullogne, Saint Pierre recevant les clefs du ciel, de Claude Guy Hallé, Le Baptême du Christ, de Antoine Coypel et Louis XIV touchant les malades des écrouelles, de Jean Jouvenet[6].
  - Le Martyre de saint Ovide, toile de Jean Jouvenet pour le couvent des Capucines de la place Vendôme[7].

- 1692 :
  - Portrait de Démocrite, toile de Antoine Coypel[5].
  - Portrait du sculpteur Desjardins, toile de Hyacinthe Rigaud[8].
- 1692-1694 : retable de San Esteban à Salamanque, réalisé par l’architecte, peintre et sculpteur baroque José Benito Churriguera[9].
- 1693 :
  - La Convalescence de Louis XIV, ou Le Dieu de la Santé montre à la France le buste de Louis XIV, bas-relief en marbre de Nicolas Coustou[10].
  - La Prédication de saint Jean Baptiste dans le désert, toile de Joseph Parrocel pour la cathédrale Notre-Dame de Paris[11].
- 1694 : Portrait de Mme de Maintenon représentée en sainte Françoise Romaine de Pierre Mignard[12].

- 1694-1695 : Jean Jouvenet décore le Parlement de Rennes[13].
- 28 octobre 1695 : le premier modèle de commode, livré par Renaud Gaudron pour le château de Marly , est enregistrée au Garde-Meuble de la Couronne sous le terme de bureau ou table en bureau[14].
- 1696 : Ex-voto à sainte Geneviève ou Les Échevins de Paris devant Sainte-Geneviève, toile de Nicolas de Largillierre[5].
- 1697 : La Descente de Croix, toile de Jean-Baptiste Jouvenet[5].
- 1699 : Bacchus et Ariane, toile de Charles de La Fosse[5].

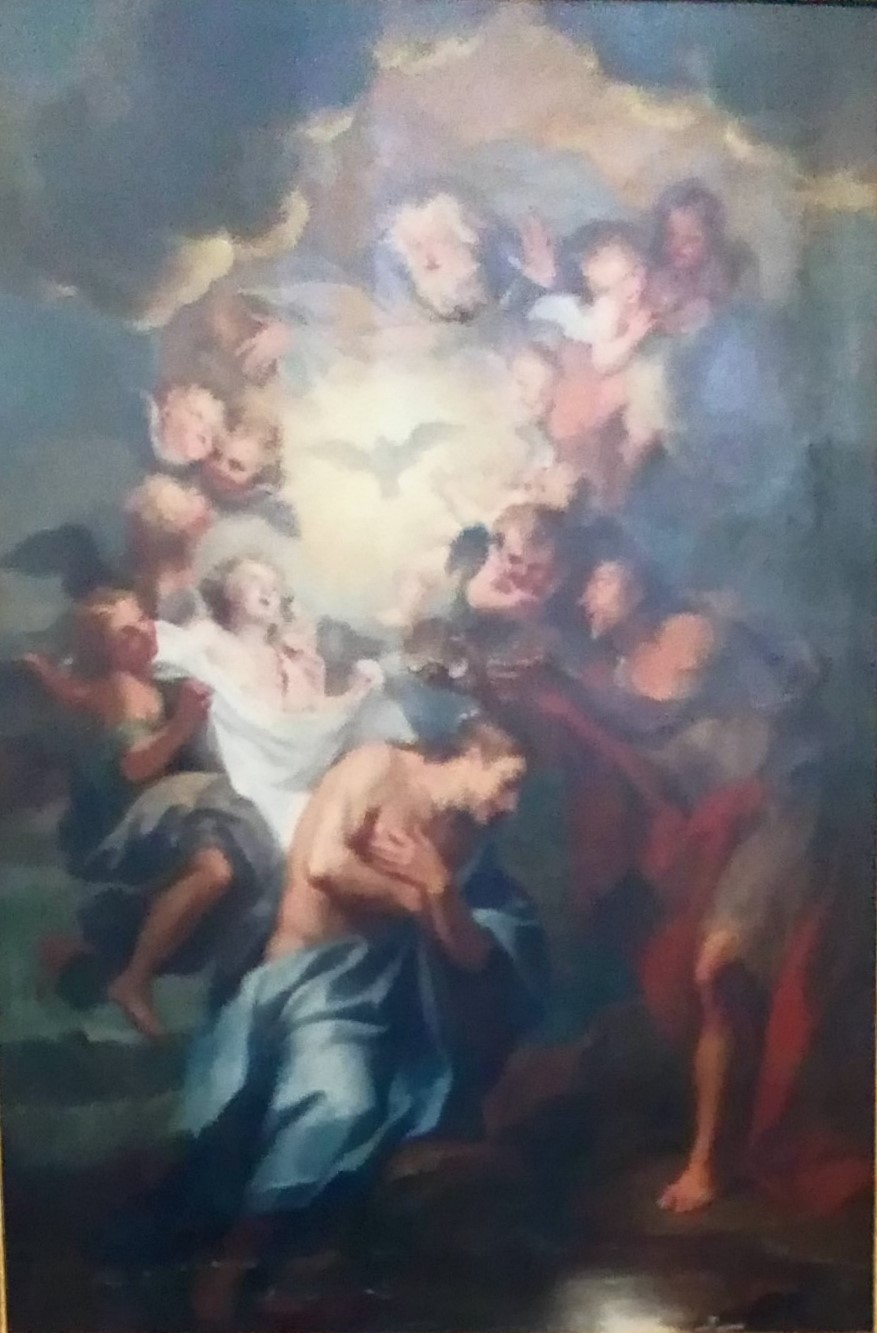
Le Baptême du Christ, Antoine Coypel
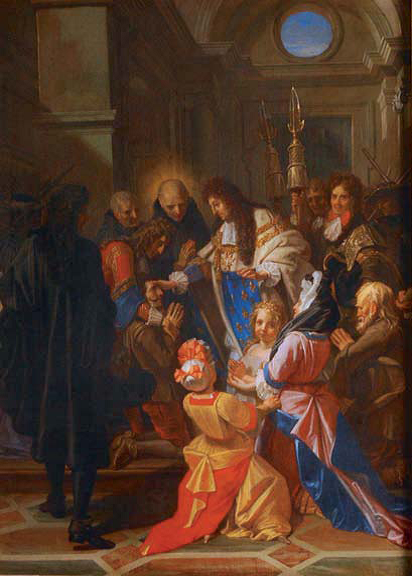
Louis XIV touchant les malades des écrouelles, Jean Jouvenet
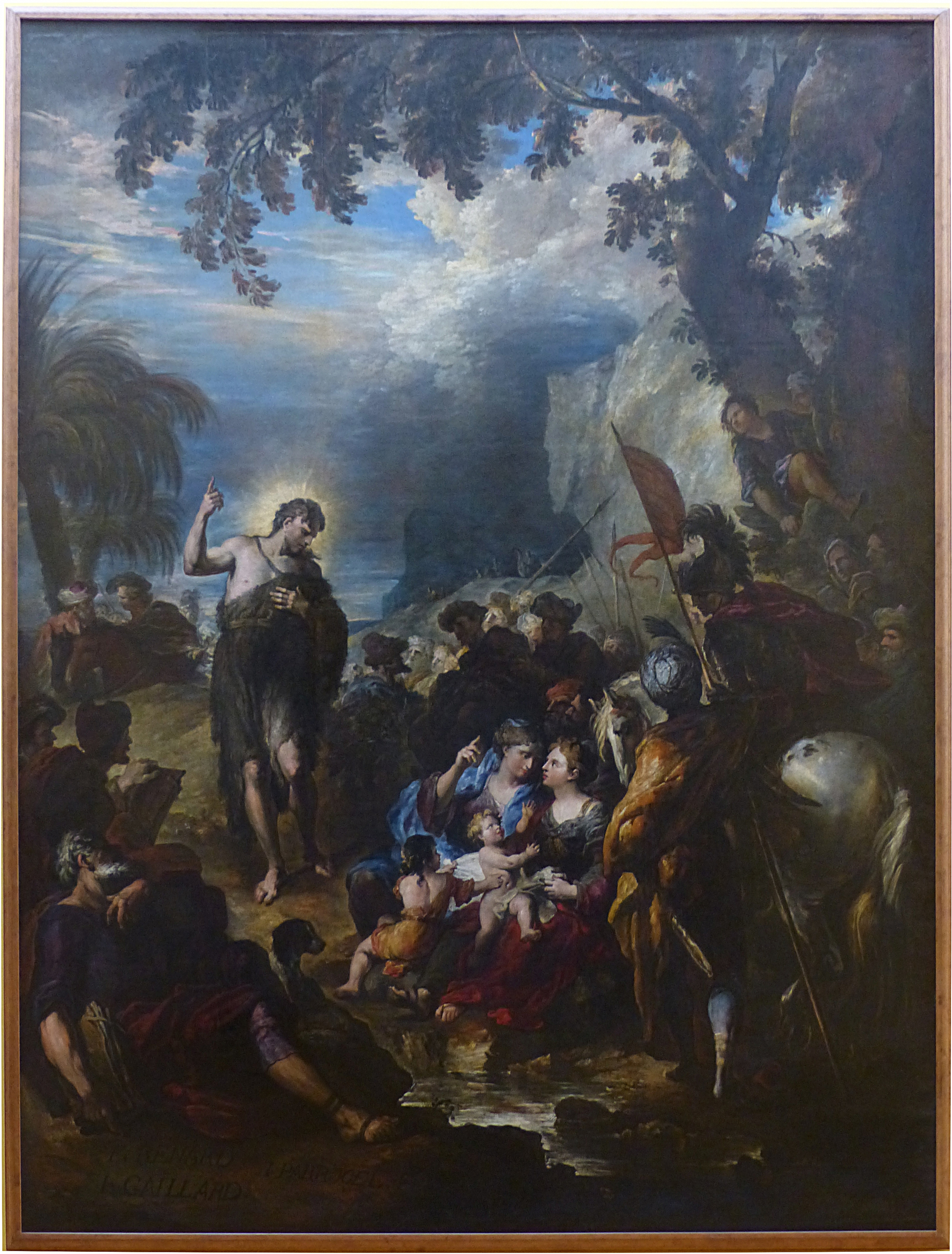
La Prédication de saint Jean Baptiste, Joseph Parrocel
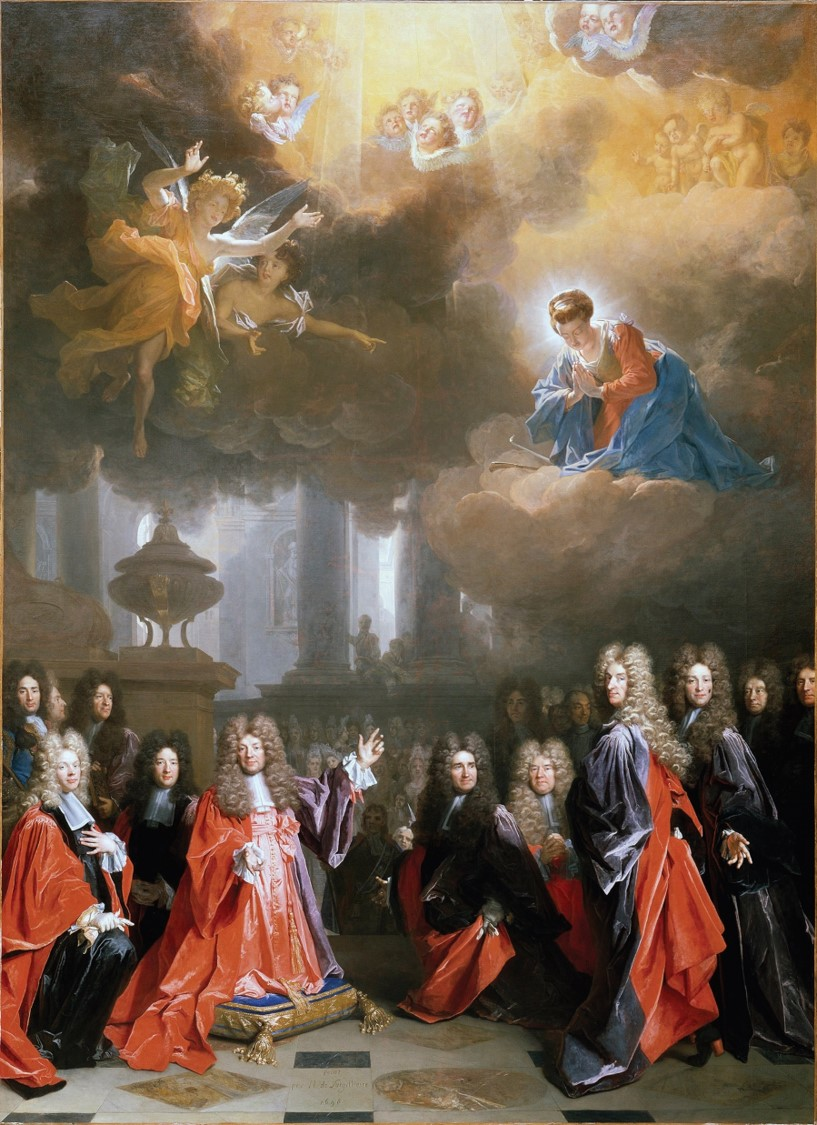
Ex-voto à sainte Geneviève, Nicolas de Largillierre
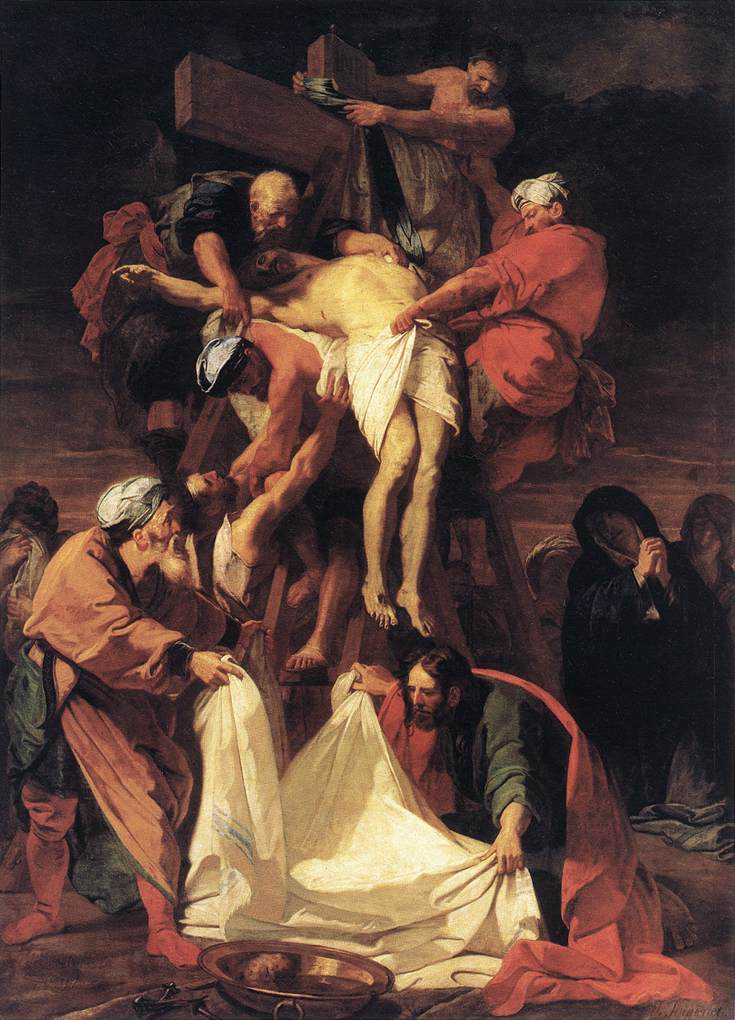
La Descente de Croix, Jean-Baptiste Jouvenet
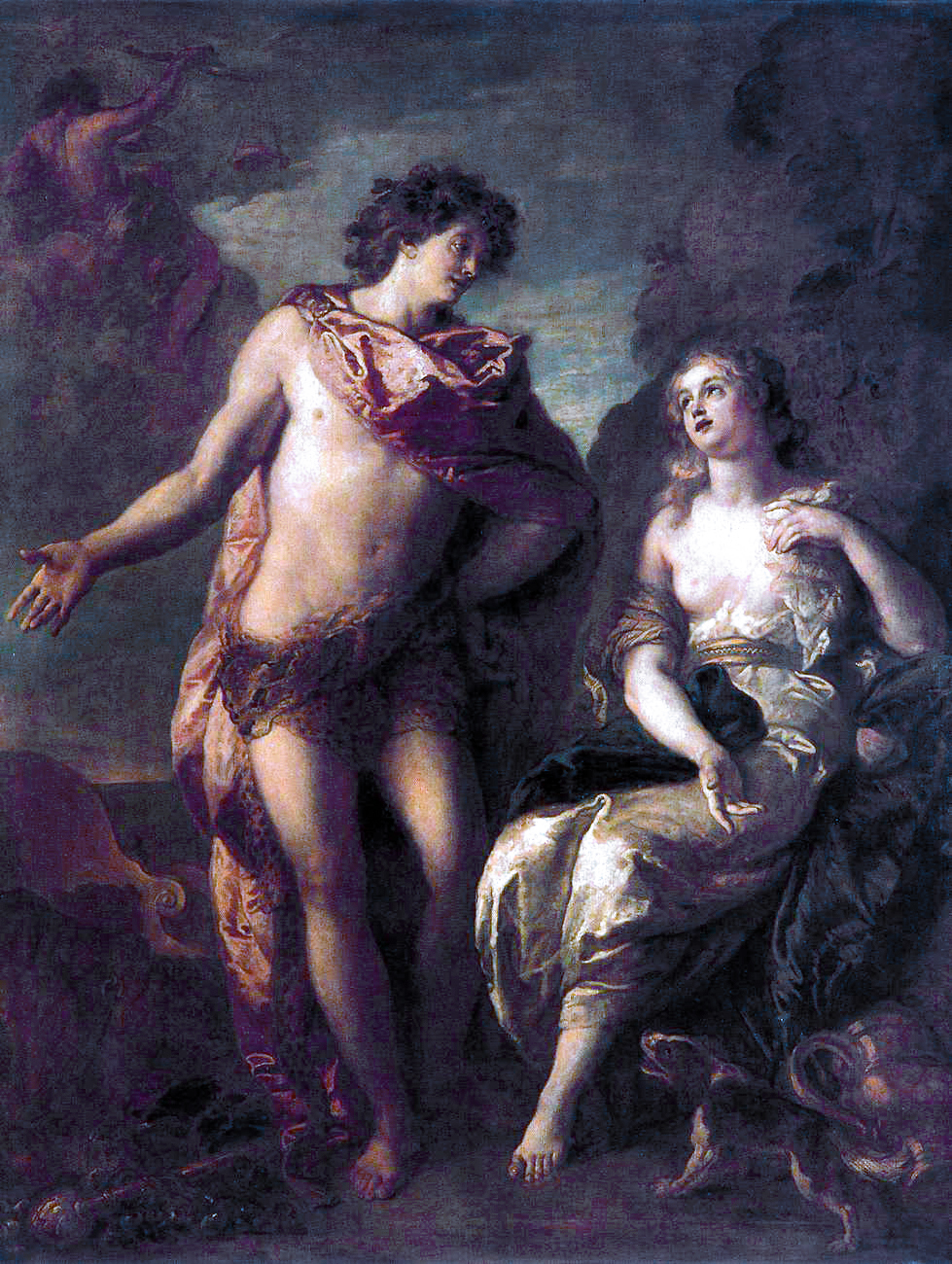
Bacchus et Ariane, Charles de La Fosse